# Conte di Clanwilliam
Conte di Clanwilliam è un titolo nobiliare inglese nella Parìa d'Irlanda.

## Storia

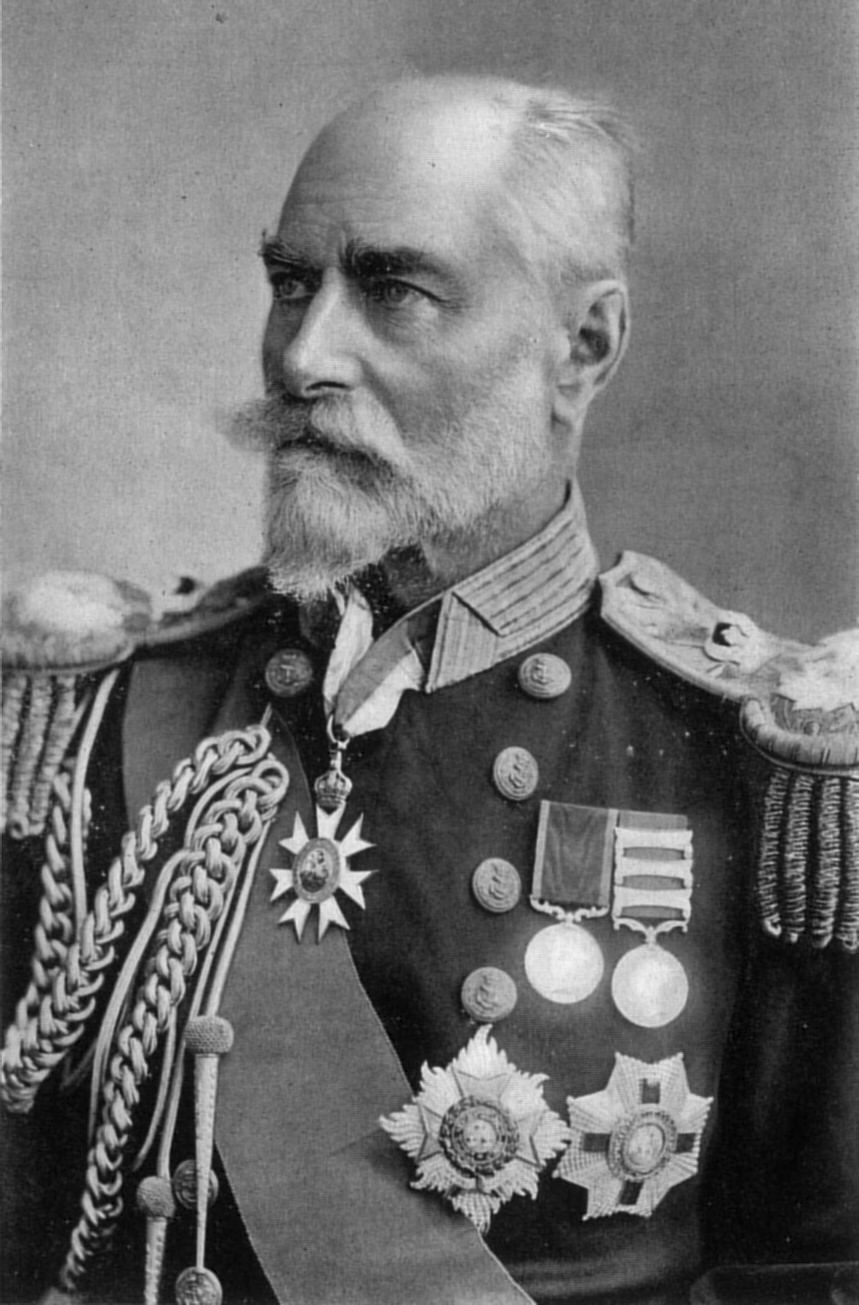
Richard Meade, IV conte di Clanwilliam

Il titolo venne creato nel 1776 per John Meade, I visconte Clanwilliam. La famiglia Meade discende da John Meade, che rappresentò le costituenti dell'Università di Dublino e la Contea di Tipperary alla camera dei comuni irlandese e prestò servizio come Attorney-General presso Giacomo, duca di York. Nel 1703, venne creato Baronetto, di Ballintubber nella Contea di Cork, nella Baronettia d'Irlanda. Suo figlio primogenito, Pierce, il II baronetto, morì senza eredi in giovane età e venne succeduto dal fratello minore Richard, il III baronetto. Richard rappresentò la costituente di Kinsale al parlamento irlandese.
Questi venne succeduto da suo figlio, John, IV baronetto, il quale per breve tempo rappresentò la costituente di Banagher alla camera dei comuni irlandese e sposò Theodosia, figlia e ricca ereditiera di Robert Hawkins-Magill. Attraverso questo matrimonio alla famiglia pervenne la residenza di Gill Hall a Gilford nella Contea di Down. Nel 1766 Meade venne elevato nella Parìa d'Irlanda come Barone Gillford, del maniero di Gillford nella Contea di Down, e Visconte Clanwilliam, della Contea di Tipperary. Nel 1776, venne onorato ulteriormente del titolo di Conte di Clanwilliam, sempre nella parìa d'Irlanda. Suo nipote, il III conte (che succedette al padre nel 1805), fu un noto diplomatico della sua epoca. Lord Clanwilliam fu infatti segretario privato ed intimo amico del segretario degli esteri Lord Castlereagh e prestò servizio anche come Sottosegretario di Stato agli Affari Esteri e come ambasciatore in Prussia. Nel 1828 venne creato Barone Clanwilliam, di Clanwilliam nella contea di Tipperary, nella Parìa del Regno Unito.
Questi venne succeduto dal figlio primogenito, il IV conte, il quale fu un ammiraglio della Royal Navy ed alla sua morte i titoli passarono al suo secondo figlio (primo tra quelli sopravvissutigli), il V conte. Il figlio di questi, il VI conte, fu Lord Luogotenente della Contea di Down dal 1962 al 1979. Questi ebbe sei figlie ma nessun maschio e venne pertanto succeduto dal suo primo cugino, il VII conte. Questi era il figlio secondogenito dell'ammiraglio sir Herbert Meade-Fetherstonehaugh, figlio terzogenito del IV conte. Attualmente i titoli sono detenuti da suo figlio, l'VIII conte, il quale è succeduto al padre nel 2009.
Il cardinale Christoph Schönborn, arcivescovo di Vienna, è discendente dal II conte di Clanwilliam.
La sede della famiglia è Meade Mews, a Londra, anche se la famiglia possedette anche la Montalto Estate presso Ballynahinch, nella Contea di Down.

## Baronetti Meade, di Ballintubber (1703)
- Sir John Meade, I baronetto (1642–1707)
- Sir Pierce Meade, II baronetto (1693–1711)
- Sir Richard Meade, III baronetto (1697–1744)
- Sir John Meade, IV baronetto (1744–1800) (creato Visconte Clanwilliam nel 1766 e Conte di Clanwilliam nel 1776)

## Conti di Clanwilliam (1776)
- John Meade, I conte di Clanwilliam (1744–1800), sposò Theodosia Hawkins Magill
- Richard Meade, II conte di Clanwilliam (1766–1805)
- Richard Charles Francis Christian Meade, III conte di Clanwilliam (1795–1879)
- Richard James Meade, IV conte di Clanwilliam (1832–1907)
- Arthur Vesey Meade, V conte di Clanwilliam (1873–1953)
- John Charles Edmund Carson Meade, VI conte di Clanwilliam (1914–1989)
- John Herbert Meade, VII conte di Clanwilliam (1919–2009)
- Patrick James Meade, VIII conte di Clanwilliam (n. 1960)

L'erede apparente è il figlio dell'attuale detentore del titolo, John Maximilian Meade, lord Gillford (n. 1998).